# 藤原成範
藤原 成範（ふじわら の しげのり）は、平安時代末期から鎌倉時代初期にかけての公卿・歌人。藤原南家貞嗣流、少納言・藤原通憲（信西）の三男。官位は正二位・中納言。桜町中納言と号す。

## 経歴
鳥羽法皇の院判官代・右近衛将監を経て、久寿元年（1154年）従五位下に叙爵される。久寿3年（1156年）、左衛門佐。同年7月に発生した保元の乱を経て、父・信西が権勢を握ると共に、保元2年（1157年）に正五位下・左近衛少将、保元3年（1158年）に従四位上・左近衛中将、保元4年（1159年）に正四位下と急速に昇進を果たす。またこの間、遠江守・播磨守と地方官も兼ねた。さらに、平清盛の娘と婚約し、その前途は磐石であるかに見えたが、平治元年（1159年）の平治の乱において信西が殺害されると状況は暗転、平家の六波羅邸に逃げ込んだところを信頼方の検非違使に引き渡された（『平治物語』）。乱の終結後、戦乱を招いた一方の当事者として信西の罪状が問われることになり、それに連座する形でその子息達は悉く流罪となり、成憲も解官され下野国に配流となった。
しかし、永暦元年（1160年）2月には早くも赦免されて平安京に召し返され、同年12月本位に復して大宰大弐に任ぜられる。またこの頃、諱を成範と改めた。仁安元年、（1166年）六条天皇の即位に伴い従三位に叙せられ、公卿に列す。
こののち、仁安2年（1167年）に正三位、承安4年（1174年）に参議、安元2年（1176年）に権中納言、治承4年（1180年）に従二位と昇進する。寿永2年（1183年）、正二位・中納言に至り、同年12月に中納言を辞任。この間、後白河法皇に執事別当として身近に仕え、治承3年（1179年）に発生した治承三年の政変において、法皇が鳥羽殿に幽閉された際にも、兄弟の脩範・静賢らと共にその傍に出入りすることを許されている。また、文治元年（1185年）に源義経が兄・頼朝から離反した際には、義経と同心している嫌疑をかけられた。
文治3年（1187年）2月18日、病により出家し、同年3月16日死去。享年53。

## 人物
- 概して政治的な足跡には乏しく、専ら和歌などの文化面での活動が目立った。勅撰歌人として『千載和歌集』（3首）以下の勅撰和歌集に12首の和歌作品が採録されており、また『唐物語』の作者である可能性も高いとされる。
- 桜を愛し、自邸に多く植えたことにより、桜町中納言の名で呼ばれたともいう。

## 系譜
- 父：藤原通憲（信西）
- 母：藤原朝子 - 藤原兼永の娘、後白河天皇の乳母、従二位、典侍
- 妻：藤原重成の娘
  - 男子：藤原基範
- 妻：藤原為通の娘
  - 男子：藤原通成
- 生母不詳の子女
  - 男子：藤原成房
  - 男子：藤原範行
  - 男子：藤原兼範
  - 男子：範賢
  - 男子：成賢（1162-1231）
  - 男子：定範（1165-1225）
  - 男子：真範
  - 男子：縁成
  - 女子：小督（1157-?）
  - 女子：長新大夫信連室